# أنتونيا وايت
أنتونيا وايت (بالإنجليزية: Antonia White)‏ (1 مارس 1899، لندن في المملكة المتحدة - 10 أبريل 1980 في المملكة المتحدة)؛ كاتِبة ومؤلِّفة، صحفية، مترجمة وروائية بريطانية.

## روابط خارجية
- أنتونيا وايت على موقع الموسوعة البريطانية (الإنجليزية)